# Sean Marquette
Sean Marquette, pseudonimo di Sean Anthony Edward Rodriguez (Dallas, 30 giugno 1988), è un attore e doppiatore statunitense, noto soprattutto per aver doppiato Mac nella serie tv Gli amici immaginari di casa Foster e per la parte di Matt da giovane in 30 anni in 1 secondo.

## Filmografia (parziale)

### Cinema
- 30 anni in 1 secondo , regia di Gary Winick (2004)
- Natale in affitto, regia di Mike Mitchell (2004)
- The Remembering Movies, regia di Christopher N. Rowley (2004)
- Grilled, regia di Jason Ensler (2006)
- The Beautiful Ordinary, regia di Jesse Bond (2007)
- Resurrection Mary, regia di Sean Michael Beyer (2007)
- American Son, regia di Neil Abramson (2008)
- Halloween II, regia di Rob Zombie (2009)
- Amore al primo... Gulp, regia di Barbara Topsøe-Rothenborg (2009)
- High School, regia di John Stalberg Jr. (2010)
- Field of Lost Shoes, regia di Sean McNamara (2015)
- Friend Request - La morte ha il tuo profilo, regia di Simon Verhoeven (2016)
- Sundown, regia di Fernando Lebrija (2016)

### Televisione
- Lizzie McGuire – serie TV (2003)
- Senza traccia (Without a Trace) – serie TV (2003)
- Miracolo a tutto campo (Full-Court Miracle), regia di Stuart Gillard – film TV (2003)
- Once Around the Park – film TV (2003)
- Hidden Hills – serie TV (2002-2003)
- Filmore! – serie TV (2003-2004)
- The Guardian – serie TV (2004)
- Still Standing – serie TV (2004)
- NYPD - New York Police Department (NYPD Blue) – serie TV (2005)
- American Dreams – serie TV (2005)
- Four Eyes! – serie TV (2006)
- 4400 (The 4400) – serie TV (2006)
- Standoff – serie TV (2006)
- Detective Monk (Monk) – serie TV, episodio 6x06 (2007)
- Gli amici immaginari di casa Foster (Foster's Home for Imaginary Friends) – serie TV (2004-2009)
- Saving Grace – serie TV (2009)
- CSI - Scena del crimine (CSI: Crime Scene Investigation) – serie TV (2010)
- In Plain Sight - Protezione testimoni (In Plain Sight) – serie TV (2010)
- Ghost Whisperer - Presenze (Ghost Whisperer) – serie TV (2010)
- CSI: NY – serie TV (2011)
- NCIS: Los Angeles – serie TV (2012)
- NCIS - Unità anticrimine (NCIS) – serie TV, episodio 10x23 (2013)
- Bones – serie TV (2014)
- State of Affairs – serie TV (2015)
- The Goldbergs: 1990-Something – film TV (2018)
- The Goldbergs – serie TV (2015-2020)
- What's Up North – serie TV (2019-2020)
- Schooled – serie TV (2019-2020)

## Doppiatori italiani
Nelle versioni in italiano delle opere in cui ha recitato, Sean Marquette è stato doppiato da:
- Paolo Vivio in CSI: NY, NCIS - Unità anticrimine
- Gabriele Patriarca in Detective Monk
- Stefano Onofri in CSI - Scena del crimine
- Emiliano Coltorti in Ghost Whisperer - Presenze
- Daniele Raffaeli in NCIS: Los Angeles
- Davide Garbolino in Bones
- Paolo Vivio in The Goldbergs
- Stefano Broccoletti in Friend Request - La morte ha il tuo profilo